# オレクサンドル・ジンチェンコ
オレクサンドル・ヴォロドミローヴィチ・ジンチェンコ（ウクライナ語: Олександр Володимирович Зінченко, 英語: Oleksandr Volodymyrovych Zinchenko、1996年12月15日 - ）は、ウクライナ・ラドミシュル出身のサッカー選手。ウクライナ代表。アーセナルFC所属。ポジションはミッドフィールダー、ディフェンダー。

## 経歴
地元ラドミシュルのクラブでプレーを始め、13歳の時にFCシャフタール・ドネツクの下部組織に移籍。2014年まで所属したが、トップ昇格はかなわずFCウファとプロ契約を結んだ。2015年3月20日のFCクラスノダール戦でプロデビュー。
2016年7月4日、マンチェスター・シティFCに推定170万ユーロの移籍金で移籍した。この移籍は一部を驚かせたが、ロシアのスカウトは「本物の才能」と評し、ブンデスリーガのボルシア・ドルトムントも注目していた。8月26日、PSVアイントホーフェンにレンタル移籍した。10月1日のSCヘーレンフェーン戦で加入後初出場を果たした。
2017-18シーズンはマンチェスター・シティに復帰し、2017年10月24日にEFLカップのウルヴァーハンプトン・ワンダラーズFC戦にフル出場し、マンチェスター・シティでのデビューを果たした。12月13日、スウォンジー・シティ戦でプレミアリーグデビューを果たした。12月18日、EFLカップのレスター・シティ戦では、1-1の膠着状態からPKを獲得し、準決勝進出に貢献した。中盤の選手層の厚さから出場機会は限られていたが、グアルディオラ監督によって、バンジャマン・メンディが負傷によって離脱していた左サイドバックとして起用され、一定の出場機会を得た。
2018-19シーズン、EFLカップのオックスフォード・ユナイテッド戦でシーズン初出場を果たした。同じ週のブライトン・アンド・ホーヴ・アルビオン戦では、メンディとファビアン・デルフの負傷により、このシーズンのリーグ戦初出場を果たした。2019年1月9日、EFLカップのバートン・アルビオンFC戦でマンチェスター・シティでの初ゴールを挙げた。
2019年6月20日、クラブとの契約を2024年まで延長した。10月25日、バルセロナで膝の手術を受けた。グアルディオラ監督は回復に5,6週間かかると語った。12月上旬にトレーニングを再開し、12月11日のNKディナモ・ザグレブ戦で復帰を果たした。2019-20シーズンから背番号を35番から11番に変更した。
2022年7月22日、アーセナルFCに移籍することが公式発表された。背番号は35番を着用する。2023年2月18日、プレミアリーグ第24節アストン・ヴィラFC戦において61分にアーセナルが2-1でビハインドの状況の中ショートコーナーで始めたマルティン・ウーデゴールからペナルティエリア前でパスを受けるとグラウンダーのミドルシュートを放ち同点弾を決めた。このゴールはアーセナルでの初ゴール、かつ92試合目にしてプレミアリーグ初ゴールであった。しかし、待望の記念すべき得点であったが激しい首位争いの中で勝点3が欲しい状況であったためゴールパフォーマンスを控えてすぐに帰陣した。その甲斐あってかチームはアディショナルタイムに2点を決め逆転に成功し勝利に貢献した。同年2月25日、ロシアのウクライナ侵攻から1年経過したことからこの週末のプレミアリーグではウクライナへ敬意を表してキャプテンが特別な腕章を着けることを知ったアーセナルキャプテンのウーデゴール発案でPL第25節レスター戦ではジンチェンコが特別にキャプテンマークを巻いて出場した。2024年8月6日、背番号を17番に変更することが公式発表された。背番号変更の経緯について、17番は、若手のときに着用していた番号で代表ではいつも17番を要望していた自身にとって特別な数字であると語った。そして、セドリックの退団により空いたことで変更できないかクラブにお願いしたと明かした。

## 代表経歴
2015年10月12日に開催されたUEFA EURO 2016予選・スペイン代表戦で初キャップ。2016年5月29日に行われたルーマニア代表との親善試合で初ゴール。アンドリー・シェフチェンコが保持していた最年少得点記録を19歳に更新した。UEFA EURO 2016本戦のメンバー入りも果たし、ドイツ代表戦と北アイルランド代表戦に出場した。
2021年、UEFA EURO 2020では決勝トーナメント1回戦のスウェーデン代表戦で1ゴールを決めただけでなく、決勝点のアシストも記録し、チームのベスト8入りに貢献した。

## エピソード
2017-18シーズンのシティ優勝時のセレモニーで、仲間と喜んでる最中に自身に当たったトロフィーを落とすハプニングがあった。
マンチェスター・シティでデビュー以降、出場した試合は全ての試合で勝利していたが、デビューから24試合目となった2019年8月17日のトッテナム・ホットスパー戦で初めて引き分けて、デビューからの連勝記録が23で止まった。
2022年8月28日のフラム戦で、86分にDFガブリエルが劇的逆転弾を入れチームが喜びを爆発させる中、黒服の男が輪に交じっていたがそれがその試合を怪我で欠場しベンチ外となっていたジンチェンコだった。当然、スタンドから部外者が乱入したように見えたため警備員も止めようとしたが、ジンチェンコであることに気づくと困惑しながら見守っていた。

## 個人成績

### クラブ
2023-24シーズン終了時点
| クラブ                 | シーズン     | リーグ戦               | リーグ戦 | リーグ戦 | 国内カップ | 国内カップ | リーグカップ | リーグカップ | 国際大会 | 国際大会 | その他 | その他 | 合計 | 合計 |
| クラブ                 | シーズン     | ディビジョン           | 出場     | 得点     | 出場       | 得点       | 出場         | 得点         | 出場     | 得点     | 出場   | 得点   | 出場 | 得点 |
| ---------------------- | ------------ | ---------------------- | -------- | -------- | ---------- | ---------- | ------------ | ------------ | -------- | -------- | ------ | ------ | ---- | ---- |
| ウファ                 | 2014-15      | ロシアリーグ           | 7        | 0        | 0          | 0          | -            | -            | -        | -        | 0      | 0      | 7    | 0    |
| ウファ                 | 2015-16      | ロシアリーグ           | 24       | 2        | 2          | 0          | -            | -            | -        | -        | 0      | 0      | 26   | 2    |
| ウファ                 | 通算         | 通算                   | 31       | 2        | 2          | 0          | -            | -            | -        | -        | 0      | 0      | 33   | 2    |
| マンチェスター・シティ | 2016-17      | プレミアリーグ         | 0        | 0        | -          | -          | -            | -            | 0        | 0        | 0      | 0      | 0    | 0    |
| マンチェスター・シティ | 2017-18      | プレミアリーグ         | 8        | 0        | 1          | 0          | 4            | 0            | 1        | 0        | 0      | 0      | 14   | 0    |
| マンチェスター・シティ | 2018-19      | プレミアリーグ         | 14       | 0        | 4          | 0          | 6            | 1            | 5        | 0        | 0      | 0      | 29   | 1    |
| マンチェスター・シティ | 2019-20      | プレミアリーグ         | 19       | 0        | 1          | 1          | 2            | 0            | 2        | 0        | 1      | 0      | 25   | 1    |
| マンチェスター・シティ | 2020-21      | プレミアリーグ         | 20       | 0        | 1          | 0          | 2            | 0            | 9        | 0        | 0      | 0      | 32   | 0    |
| マンチェスター・シティ | 2021-22      | プレミアリーグ         | 15       | 0        | 4          | 0          | 1            | 0            | 8        | 0        | 0      | 0      | 28   | 0    |
| マンチェスター・シティ | 通算         | 通算                   | 76       | 0        | 11         | 1          | 15           | 1            | 25       | 0        | 1      | 0      | 128  | 2    |
| ヨングPSV (loan)       | 2016-17      | エールステ・ディヴィジ | 7        | 0        | -          | -          | -            | -            | -        | -        | -      | -      | 7    | 0    |
| PSV (loan)             | 2016-17      | エールディヴィジ       | 12       | 0        | 1          | 0          | -            | -            | 4        | 0        | 0      | 0      | 17   | 0    |
| アーセナル             | 2022-23      | プレミアリーグ         | 27       | 1        | 2          | 0          | 1            | 0            | 3        | 0        | -      | -      | 33   | 1    |
| アーセナル             | 2023-24      | プレミアリーグ         | 27       | 1        | 0          | 0          | 2            | 0            | 6        | 0        | 0      | 0      | 35   | 1    |
| アーセナル             | 通算         | 通算                   | 54       | 2        | 2          | 0          | 3            | 0            | 9        | 0        | 0      | 0      | 68   | 2    |
| キャリア通算           | キャリア通算 | キャリア通算           | 180      | 4        | 16         | 1          | 18           | 1            | 38       | 0        | 1      | 0      | 253  | 6    |

### 代表
試合数
2024年3月26日現在
- 国際Aマッチ 60試合 9得点（2015年 - ）

| ウクライナ代表 | 国際Aマッチ | 国際Aマッチ |
| 年             | 出場        | 得点        |
| -------------- | ----------- | ----------- |
| 2015           | 1           | 0           |
| 2016           | 10          | 1           |
| 2017           | 2           | 0           |
| 2018           | 10          | 1           |
| 2019           | 8           | 2           |
| 2020           | 4           | 1           |
| 2021           | 13          | 3           |
| 2022           | 4           | 0           |
| 2023           | 6           | 1           |
| 2024           | 2           | 0           |
| 通算           | 60          | 9           |

得点
| # | 開催日         | 開催地                                           | 対戦国                   | スコア | 結果 | 大会                          |
| - | -------------- | ------------------------------------------------ | ------------------------ | ------ | ---- | ----------------------------- |
| 1 | 2016年5月29日  | トリノ、スタディオ・オリンピコ・グランデ・トリノ | ルーマニア               | 2-1    | 4-3  | 親善試合                      |
| 2 | 2018年9月6日   | ミェストスキー・フォトバロヴィー・スタディオン   | チェコ                   | 2-1    | 2-1  | UEFAネーションズリーグ2018-19 |
| 3 | 2019年9月7日   | ヴィリニュス、LFFスタディオナス                  | リトアニア               | 1-0    | 3-0  | UEFA EURO 2020予選            |
| 4 | 2019年9月10日  | ドニプロ、ドニプロ・アリーナ                     | ナイジェリア             | 1-2    | 2-2  | 親善試合                      |
| 5 | 2020年9月3日   | リヴィウ、アリーナ・リヴィウ                     | スイス                   | 2-1    | 2-1  | UEFAネーションズリーグ2020-21 |
| 6 | 2021年6月7日   | ハルキウ、メタリスト・スタジアム                 | キプロス                 | 2-0    | 4-0  | 親善試合                      |
| 7 | 2021年6月29日  | グラスゴー、ハムデン・パーク                     | スウェーデン             | 1-0    | 2-0  | UEFA EURO 2020                |
| 8 | 2021年11月16日 | ゼニツァ、ビリノ・ポリェ                         | ボスニア・ヘルツェゴビナ | 1-0    | 2-0  | 2022 FIFAワールドカップ・予選 |
| 9 | 2023年9月9日   | ヴロツワフ、ヴロツワフ市立競技場                 | イングランド             | 1-0    | 1-1  | UEFA EURO 2024予選            |

## タイトル
マンチェスター・シティFC
- プレミアリーグ：4回 (2017-18, 2018-19, 2020-21, 2021-22)
- EFLカップ：4回 (2017-18, 2018-19, 2019-20, 2020-21)
- FAコミュニティ・シールド：3回 (2018, 2019, 2023)
- FAカップ：1回 (2018-19)

アーセナルFC
- FAコミュニティ・シールド：1回 (2023)